# S Щита
S Щита (лат. S Scuti) − углеродная звезда, которая находится в созвездии Щита, на расстоянии около 1289 световых лет от Земли.

## Наблюдение
S Щита имеет звёздную величину 6,80. Имея ярко-красный цвет, она хорошо контрастирует с окружением голубых звёзд, её легко найти на небосклоне, двигаясь к югу от Скопления Дикой Утки.

## Характеристики
S Щита — типичный представитель класса углеродных звёзд, это красный гигант, находящийся на последней стадии звёздной эволюции. В скором времени внешняя оболочка звёздного вещества в результате катастрофического взрыва будет выброшена во внешнее пространство, образовав при этом планетарную туманность, а сама звезда станет белым карликом. S Щита относится к классу полуправильных переменных, она меняет яркость от 6,3 до 9,0 за период 148 дней. Радиус звезды составляет 386 солнечных, а по светимости она превосходит Солнце в 4634 раза.
Наблюдения с помощью космического телескопа «Гершель» показали, что S Щита окружена сферической симметричной оболочкой из пыли. Она достаточно яркая и имеет диаметр около 138" (0,25 парсек).